# Spektrofluorymetria
Spektrofluorymetria, fluorymetria, spektroskopia fluorescencyjna – rodzaj spektroskopii promieniowania elektromagnetycznego, w której analizuje się fluorescencję próbki wywołaną zazwyczaj światłem ultrafioletowym lub promieniowaniem rentgenowskim.

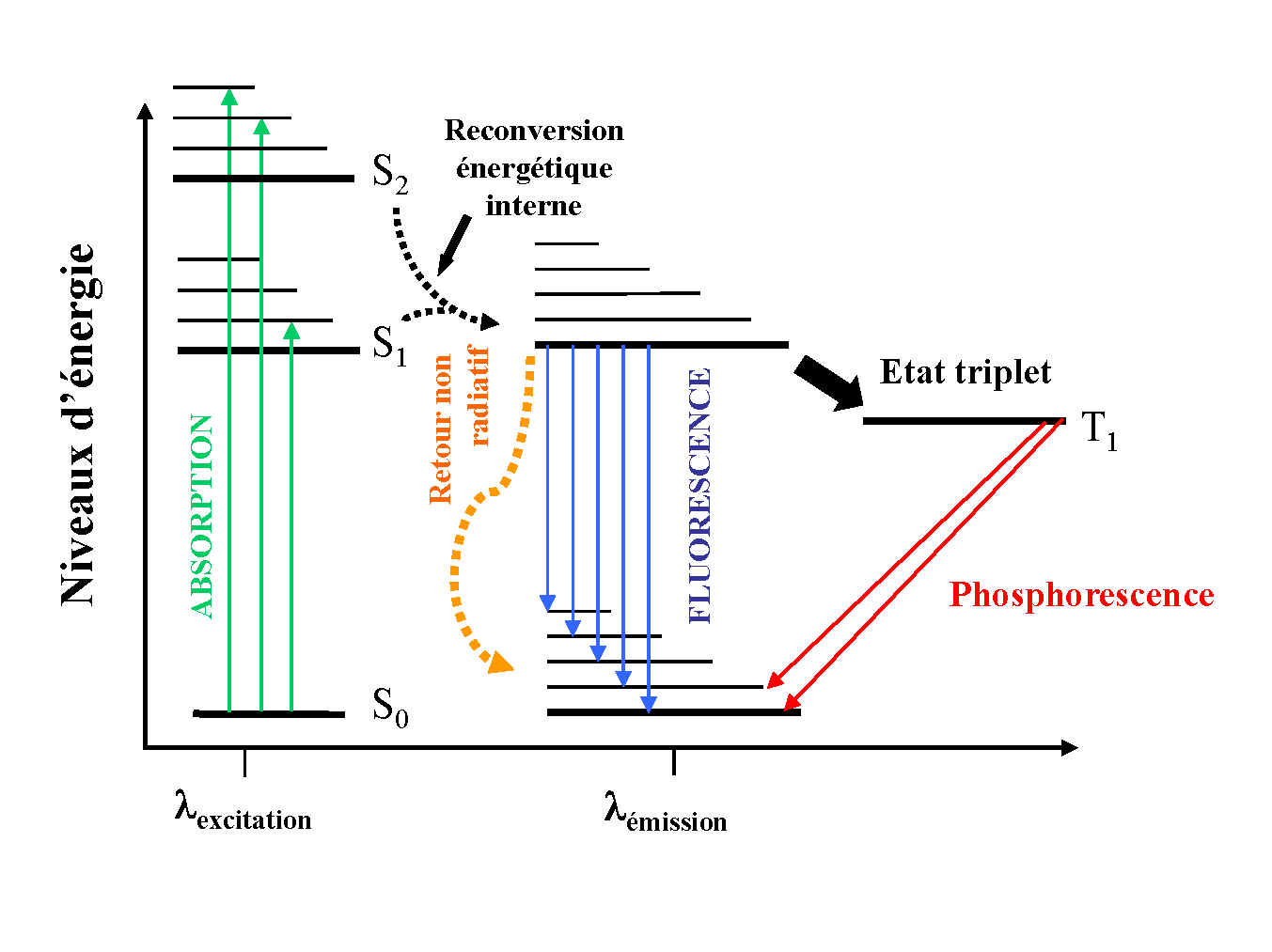
Diagram Jabłońskiego fr. Strzałki: zielone - absorpcja, niebieskie - fluorescencja, czerwone - fosforescencja, pomarańczowe - przejście bezpromieniste

## Podstawy metody
W spektrofluorymetrii wykorzystuje się zjawisko luminescencji, które dzieli się na:
- fluorescencję – polegającej na przejściu ze wzbudzonego stanu S1, na stan podstawowy S0
- fosforescencję – polegającej na przejściu ze stanu trypletowego T1, na stan singletowy S0.

Emitowane fotony mają mniejszą energię niż fotony promieniowania wzbudzającego, więc widmo fluorescencji jest przesunięte w kierunku fal dłuższych w stosunku do widma absorpcji. Widmo fosforescencji jest przesunięte w kierunku fal dłuższych, zarówno względem widma absorpcji, jak i widma fluorescencji.
Bezwzględną wydajnością kwantową (Φ0) nazywa się stosunek liczby kwantów promieniowania wyemitowanego do liczby kwantów zaabsorbowanych promieniowania wzbudzającego:
{\displaystyle \phi _{0}={\frac {n_{E}}{n_{A}}},}
{\displaystyle n_{E}} – liczba kwantów promieniowania wyemitowanego,
{\displaystyle n_{A}} – liczba kwantów zaabsorbowanych promieniowania wzbudzającego.
Energetyczną wydajność fluorescencji (Φw) określa stosunek energii wyemitowanej do zaabsorbowanej:
{\displaystyle \phi _{w}={\frac {W_{E}}{W_{A}}}.}
Często towarzyszącym zjawiskiem jest wygaszanie luminescencji, a zwłaszcza jego szczególny przypadek – wygaszanie stężeniowe. W rozcieńczonych roztworach intensywność fluorescencji jest proporcjonalna do stężenia luminoforu. Jednak gdy stężenie substancji fluoryzującej przekroczy pewną granicę, intensywność fluorescencji zaczyna maleć. Wynika to najprawdopodobniej z asocjacji cząsteczkowej – cząsteczki zasocjowane w dużym stopniu, pochłaniają energię, lecz nie są zdolne jej wyemitować.

### Analiza fluorescencyjna rentgenowska
Przy wykorzystaniu promieniowania rentgenowskiego przyrządem pomiarowym jest spektrometr gamma z odpowiednio dobranymi filtrami krawędziowymi. Określa się nimi energię prążka Kα wzbudzonego promieniowania charakterystycznego. Analiza intensywności prążka umożliwia też oznaczanie ilościowe.

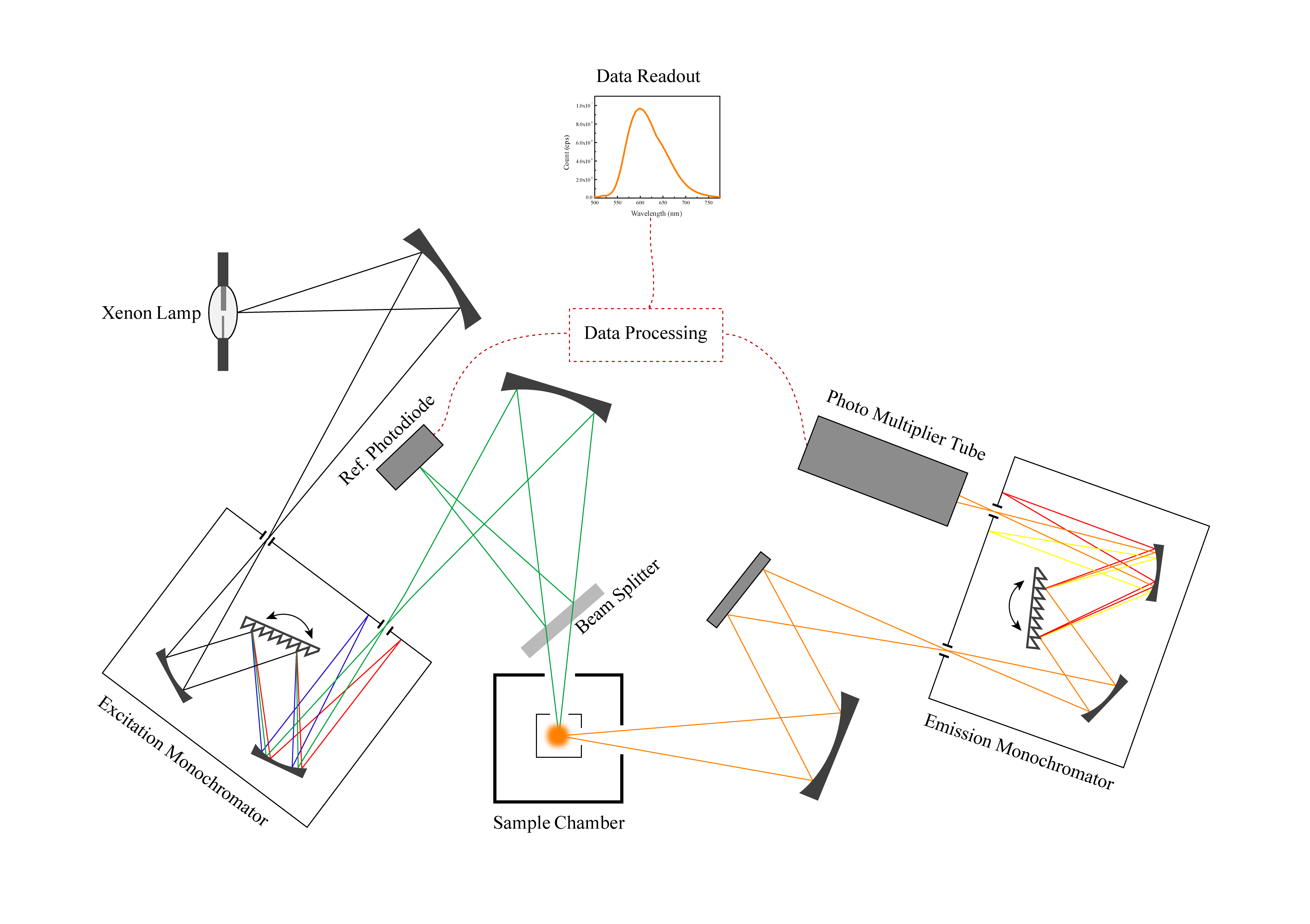
Schemat optyki aparatury

## Aparatura
Urządzenia służące do pomiarów spektrofluorymetrii noszą nazwę spektrofluorymetrów (fluorymetrów). W ich skład wchodzą:
- źródło promieniowania wzbudzającego:
  - ksenonowa lampa łukowa
  - laser
  - izotopowe źródło promieniowania rentgenowskiego
- monochromator – służy do wyboru wiązki światła o danej długości fali z widma niemonochromatycznego:
  - pierwszy monochromator służy do wybrania określonej długości fali padającego na próbkę
  - drugi monochromator służy do wybrania długości fali promieniowania emitowanego przez próbkę (jest on umieszczony za próbką, pod kątem 90° w stosunku do światła padającego na próbkę)
- detektor – najczęściej stosowanym detektorem jest fotopowielacz lub detektor wielokanałowy
- komputer – służy do rejestracji i zapisu widm, a także do sterowania procesem pomiarowym.

Próbki są najczęściej w postaci roztworu w kuwecie kwarcowej.

## Zastosowanie
Metodę tę można wykorzystywać do analizy ilościowej i jakościowej. Do opisu ilościowego stosuje się zazwyczaj metodę krzywej wzorcowej, wykorzystując zależność intensywności fluorescencji do stężenia próbki.
Można ją stosować do analizy związków organicznych, między innymi związków biologicznie czynnych (witaminy, hormony, alkaloidy), środków farmaceutycznych (antybiotyki, barbiturany), środków spożywczych i toksycznych. Możliwa jest też analiza związków nieorganicznych, głównie kationów (zwłaszcza metali przejściowych), które tworzą związki kompleksowe z ligandami organicznymi zawierającymi chromofory umożliwiającymi fluorescencję. Związki nieorganiczne można oznaczać przy bardzo niskich stężeniach, do 0,5 ng/cm³.